# Uschi Westphal
Ursel „Uschi“ Westphal (* 8. April 1949 in Wilhelmshaven als Ursel Müller) ist eine ehemalige deutsche Volleyball-Nationalspielerin.

## Karriere
Von 1967 bis 1972 war Uschi Westphal Volleyballspielerin beim 1. VC Hannover, mit dem sie von 1968 bis 1972 Deutscher Volleyball-Meister wurde. Von 1972 bis 1983 spielte sie beim USC Münster, mit dem sie in den Jahren 1974, 1977, 1980 und 1981 Deutscher Volleyball-Meister wurde. 1972 nahm sie mit der bundesdeutschen Volleyball-Nationalmannschaft an den Olympischen Spielen in München teil und belegte dort den achten Platz.
Heute lebt Uschi Westphal in Münster. Sie ist Mitglied der Ü50-Seniorinnen-Nationalmannschaft.